# ماكس مولر (لاعب كرة قدم دنماركي)
ماكس مولر (بالدنماركية: Max Møller)‏ هو لاعب كرة قدم دنماركي، ولد في 10 يونيو 1943 في هورسينس في الدنمارك.

## وصلات خارجية
- ماكس مولر (لاعب كرة قدم دنماركي) على موقع قاعدة بيانات كرة القدم.إي يو (الإنجليزية)
- ماكس مولر (لاعب كرة قدم دنماركي) على موقع ناشيونال فوتبول تيمز (الإنجليزية)